# Dawson Street
Dawson Street (en irlandais : Sráid Dhásain) est une des principales rue du centre de Dublin.

## Situation et accès
Elle est orientée nord-sud et a un parcours parallèle à celui de Grafton Street. La rue est très commerçante.

## Origine du nom
Le nom de la rue provient de la famille Dawson et en particulier de Harry Dawson qui a tracé la rue ainsi que nombre de rues environnantes, Grafton, Anne et Harry Street et de Joshua Dawson qui a construit Mansion House en 1710.

## Bâtiments remarquables et lieux de mémoire
- 19 Dawson Street : siège (depuis 1951) de la Royal Irish Academy.

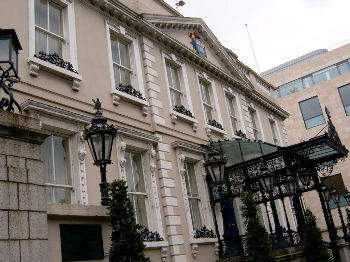
The Mansion House